# Tony Easley
Tony Bernard Easley Jr (ur. 15 lipca 1987 w Auburn w stanie Alabama) – amerykański koszykarz występujący na pozycjach silnego skrzydłowego lub środkowego, obecnie zawodnik Fortitudo Agrigento.
W sezonie 2010/2011 występował w Polskiej Lidze Koszykówki, w drużynie Polonii Warszawa.
Koszykarską karierę rozpoczął w 2006. Absolwent uniwersytetu Murray State, w którym grał w latach 2006–2010. W barwach Polonii zadebiutował 6 października 2010 w meczu z Anwilem Włocławek.
Gra na pozycji środkowego lub silnego skrzydłowego. Mierzy 206 cm.
Wystąpił w konkursie wsadów PLK 2011. Easley zaskoczył kibiców występując w cudzych okularach.
Na sezon 2011/2012 przeniósł się do zespołu drugiej ligi włoskiej FulgorLibertas Forli. W sezonie 2012/2013 reprezentował barwy Banco di Sardegna Sassari (włoska ekstraklasa). W 2012 rozegrał 3 spotkania w barwach Minnesoty Timberwolves podczas letniej ligi NBA.
30 sierpnia 2017 został zawodnikiem niemieckiego Walter Tigers Tuebingen. 3 stycznia 2018 opuścił klub. 14 sierpnia 2018 dołączył do rumuńskiego U-Banca Transylwania Kluż-Napoka.
11 sierpnia 2019 podpisał umowę z Fortitudo Agrigento, występującym w II lidze włoskiej (Serie A2).

## Osiągnięcia
Stan na 11 sierpnia 2019, na podstawie, o ile nie zaznaczono inaczej.
NCAA
- Uczestnik II rundy turnieju NCAA (2010)
- Mistrz:
  - sezonu regularnego konferencji Ohio Valley (OVC – 2010)
  - turnieju konferencji OVC (2010)
- Wicemistrz sezonu regularnego OVC (2008)
- Zaliczony do:
  - I składu turnieju OVC (2010)
  - II składu OVC (2010)
- Lider w[11]:
  - blokach OVC (2010)
  - skuteczności (68,9%) rzutów za 2 punkty (2008)

Klubowe
- Mistrz Rumunii (2019)

Indywidualne
(* – nagrody przyznane przez portal eurobasket.com)
- Uczestnik:
  - meczu gwiazd PLK (2011)
  - konkursu wsadów PLK (2011)
- MVP tygodnia II ligi włoskiej (Serie A2 – 22 runda 2017)*
- Zaliczony do*:
  - I składu najlepszych zawodników zagranicznych ligi włoskiej (2012)
  - składu honorable mention ligi fińskiej (2016)